# Euphorbia denisii
Euphorbia denisii Oudejans es una especie fanerógama perteneciente a la familia de las euforbiáceas. Es endémica de Madagascar.

## Descripción
Es una planta perenne suculenta sin espinos.

## Taxonomía
Euphorbia denisii fue descrita por Robertus Cornelis Hilarius Maria Oudejans y publicado en Phytologia 67: 45. 1989.
Etimología
Euphorbia: nombre genérico que deriva del médico griego del rey Juba II de Mauritania (52 a 50 a. C. - 23), Euphorbus, en su honor – o en alusión a su gran vientre –  ya que usaba médicamente Euphorbia resinifera. En 1753 Carlos Linneo asignó el nombre a todo el género.
denisii: epíteto otorgado en honor del botánico francés Marcel Denis (1897 - 1929), experto en las eufórbias malgaches.
Sinonimia
- Euphorbia obcordata Denis (1921), nom. illeg.[5][6][7]